# ジャイルズ・コーリー
ジャイルズ・コーリー（英語: Giles Corey, c. 1611年9月11日 - 1692年9月19日)は、妻マーサ・コーリーと共に、セイラム魔女裁判で魔術を使ったとして告発された。逮捕された後、コーリーは有罪か無罪か裁定されることを拒否した。自白を強要するべく、彼は3日間拷問を受け、（アメリカ合衆国司法史上唯一の）石責めによる圧殺によって死亡した。 
コーリーは、彼を拘束していた刑務所に隣接する場所で死亡したと考えられているが、その後、1801年に開かれたセイラム のハワード・ストリート墓地に埋葬された。墓地で彼が眠っている位置は特定されておらず、不明である。近くのチャーター・ストリート墓地に彼の記念碑がある。